# Рум'янцева Катерина Леонідівна
Рум'янцева Катерина Леонідівна (рос. Румянцева Екатерина Леонидовна; нар.. 28 січня 1991 року, Біробіджан) — російська біатлоністка і лижниця серед спортсменів з обмеженими можливостями, триразова Паралімпійська чемпіонка, дворазовий срібний призер зимових Паралімпійських ігор (2018).

## Біографія
Закінчила Приамурський університет імені Шолома-Алейхема (Фізмат). Вона представляла сторону нейтральних спортсменів-паралімпійців на Паралімпійських зимових іграх 2018. Це її перші Параолімпійські змагання.
Катерина виборола золоту медаль у жіночих перегонах «на 6 км стоячи» на Паралімпійських зимових ігорах 2018 року, а срібну медаль  цій категорії завоювала її співвітчизниця Анна Міленіна, яка також виступала під нейтральним Паралімпійським прапором.

## Спортивні досягнення
- Золото — Зимові Паралімпійські ігри 2018 року (біатлон, 6 км.)
- Золото — Зимові Паралімпійські ігри 2018 року (лижні гонки, 15 км.)[7]
- Золото — Зимові Паралімпійські ігри 2018 року (біатлон, 10 км.)[8]
- Срібло — Зимові Паралімпійські ігри 2018 року (біатлон, 12,5 км)[9]
- Срібло — Зимові Паралімпійські ігри 2018 року (лижні гонки, 5 км.)[10]

## Нагороди
- Орден Пошани (2018 рік) — за високі спортивні досягнення на XII Паралімпійських зимових іграх в місті Пхьончхані (Південна Корея), проявлену волю до перемоги, стійкість і цілеспрямованість[11]